# Esercito Popolare di Liberazione (Colombia)
L'Esercito Popolare di Liberazione (Ejército Popular de Liberación in spagnolo), spesso abbreviato con EPL, è un movimento guerrigliero e cartello della droga della Colombia di ispirazione maoista, fondato nel 1965 e attivo dal 1968. Nel 1975 abbandonò la linea maoista e si legò a quella hoxhaista del Partito del Lavoro d'Albania, (poi organizzata nella Conferenza internazionale dei partiti e delle organizzazioni marxisti-leninisti). Partecipò a trattative con il presidente Belisario Betancur ed entrò a far parte della Coordinadora Guerrillera Simòn Bolìvar (CGSB) assieme a FARC, ELN, M-19, Comando Ricardo Franco Frente-Sur, Movimento Armado Quintìn Lame, Ejército Revolucionario del Pueblo (ERP).
Nel 1991 ha accettato un processo di smobilitazione e di rinuncia alla lotta armata; attualmente rimangono solo piccole frazioni sotto la guida del comandante Juan Montes.

## Storia
Le prime operazioni militari dell'EPL furono nel dipartimento di Córdoba, nei Caraibi, alla fine degli anni '60. Il dissenso interno e la morte di alcuni dei suoi leader chiave durante gli anni '70 indebolirono le capacità operative dell'EPL.
Gli sforzi dell'EPL furono inizialmente infruttuosi, alcuni dei principali leader del gruppo furono uccisi in operazioni militari durante gli anni '70, e apparentemente non ottenne la stessa simpatia intellettuale o reclute come le più grandi organizzazioni di guerriglia (FARC, Movimento del 19 aprile ed ELN), anche dopo che nel 1980 il gruppo annunciò che avrebbe abbandonato il maoismo ortodosso a favore dell'hoxhaismo. Nel 1979 era stato creato un piccolo gruppo scissionista, il Movimento Pedro León Arboleda, dal nome di un comandante deceduto nel 1975.
L'EPL ha dichiarato un cessate il fuoco nel 1984 insieme ad altri gruppi di guerriglia che hanno avviato e mantenuto i negoziati con il governo. L'omicidio del 1985 del leader del gruppo Ernesto Rojas portò alla rottura ufficiale del cessate il fuoco da parte dell'EPL. A differenza del Partito comunista colombiano ufficiale, il PCC maoista non aveva uno status legale ufficiale in Colombia in quel momento.
Le operazioni militari eseguite dalle forze armate statali ufficiali e le azioni di gruppi paramilitari privati contro i militanti dell'EPL e i suoi sostenitori politici hanno indebolito il gruppo e avrebbero costretto divisioni interne alla sua struttura.

### Controversie
Secondo alcune indagini, le operazioni di guerriglia dell'EPL sono finanziate con estorsioni, rapimenti e traffico di droga. Per questi motivi, nel 2013, il gruppo è stato designato come cartello della droga.